# Короткорылый алепизавр
Короткорылый алепизавр (лат. Alepisaurus brevirostris) — вид лучепёрых рыб семейства алепизавровых (Alepisauridae).

## Описание
Тело удлинённое, несколько сжато с боков, без чешуи. Молодые особи намного короче взрослых, по мере роста рыб длина тела относительно к высоте увеличивается. Хвостовая область слегка вдавлена с жировым килем по бокам. Голова треугольной формы, сжата в дорсовентральном направлении. Голова короткая (длина головы составляет от 12 до 17% от стандартной длины тела); рыло коротко (длина рыла — менее одной трети длины головы). Зубы на челюстях довольно мелкие, расположены в один ряд, но на нёбных костях прямые и кинжалообразные, видны при открытом рте. Жаберные тычинки с шипами на переднем крае. Спинной плавник длинный и очень высокий, тянется вдоль всего тела, похож на парус. Спинной плавник спереди низкий, образует изгиб, который наиболее высок ближе к середине, без свободных лучей. В спинном плавнике 40—48 мягких лучей, в анальном плавнике 13—16 мягких лучей. Есть жировой плавник. Грудные плавники посажены очень низко на теле; брюшные плавники располагаются далеко позади грудных; хвостовой плавник раздвоенный.
Максимальная длина тела 96 см, обычно до 70 см.
Верхняя часть тела коричневато-чёрного цвета, брюшная часть немного бледнее. На спинном плавнике проходит горизонтальный ряд белых точек.

## Биология
Короткорылый алепизавр является хищником, питается головоногими моллюсками, ракообразными и рыбами. Гермафродиты.

## Распространение и места обитания
Распространены в тропических, субтропических и умеренных водах всех океанов. Встречаются на глубине от 640 до 1590 м.